# Villafranca in Lunigiana
Villafranca in Lunigiana és un comune (municipi) de la província de Massa i Carrara, a la regió italiana de la Toscana, situat a uns 120 quilòmetres al nord-oest de Florència i a uns 35 quilòmetres al nord-oest de Massa, a la Lunigiana. A 1 de gener de 2019 la seva població era de 4.727 habitants.
Es troba a la Via Francígena i ha conservat part del centre històric medieval. A la frazione de Mocrone es troba la petita església de San Maurizio, dels segles XIII-XIV.
Villafranca in Lunigiana limita amb els següents municipis: Bagnone, Filattiera, Licciana Nardi, Tresana, Pontremoli i Mulazzo.